# Бобровницкий, Иван Матвеевич
Иван Матвеевич Бобровницкий (1813—1885/1886) — российский филолог, педагог и переводчик; ординарный профессор Киевской духовной академии.

## Биография
Родился в 1813 году в Сквирском уезде Киевской губернии. Учился в Киевской духовной семинарии и Киевской духовной академии.
По окончании Киевской духовной академии, был оставлен бакалавром в альма-матер и оставался в ней профессором греческого языка и литературы в течение 36 лет, до 1873 года. Действительный статский советник с 28 сентября 1869 года.
Кроме прямых своих обязанностей как профессора, он, по поручению академии, много лет занимался исправлением переводов с греческого языка на русский толкования Иоанна Златоустого на послания апостола Павла к Коринфянам; готовил статьи для предположенного Священным синодом «Сборника догматического учения православной церкви»; исправлял учебную книгу: «Руководство к чтению Святого Писания»; составлял рецензии о рукописных учебниках, предназначавшихся для употребления в училищах, и т.д.
Священным Синодом И. М. Бобровницкому также было поручено перевести с греческого на русский язык беседы Иоанна Златоуста на Евангелие от Иоанна (перевод напечатан в «Христианском чтении» за 1854 г.), несколько книг Нового Завета, часть рукописного богословия иерусалимского патриарха Анфима и весьма значительный отдел греко-латинского лексикона Гедерика, предназначенного Священным Синодом к изданию для использования в духовно-учебных заведениях. Последний перевод, снабженный значительными добавлениями из лексиконов Пассова, Свидера и др. и потребовавший продолжительного труда, остался при жизни автора неизданным.
Из печатных трудов Бобровницкого наиболее известны следующие: «О происхождении и составе римско-католической литургии и отличии ее от нашей» — магистерская диссертация, напечатанная первоначально в «Сборнике сочинений студентов киевской духовной академии» (1839 год) и затем перепечатанная с добавлениями и изменениями в 1855, 1857 и 1874 гг., и несколько статей в «Воскресном чтении» за 1837—1857 гг.
Умер 20 декабря 1885 (1 января 1886) года в Киеве.